# Mannschaftsmeisterschaft in Judo 1956
Die Mannschaftsmeisterschaft 1956 ermittelte zum 4. Mal den Österreichischen Mannschaftsmeisters im Judo. Sie wurde vom Österreichischen Amateur Judo Verbandes ausgetragen. Sieger war zum 2. Mal der Vereinsgeschichte der JK Wien.

## Abschlusstabelle
| Position | Mannschaft | Stadt |
| -------- | ---------- | ----- |
| 1        | JK Wien    | Wien  |

Stand: 2025-01-13